# 锥齿鲨
錐齒鯊科（學名：Odontaspididae）是鼠鯊目下的一科鯊魚，北美地區稱為沙虎鯊，大洋洲地區則稱為捷齒鯊鮫。牠們主要分佈在大西洋的兩岸、西印度洋及太平洋。

## 特征
錐齒鯊有一個第二背鰭。一般都可以生長至3至4公尺。身體呈褐色，上半部有一些暗色斑汶。牠們的泳鰾很原始，是鯊魚中非常罕見的，但可以提供精準的浮潛控制。牠們的牙齒呈針形，非常適合刺穿魚類。

## 生殖
錐齒鯊每胎只會孕育兩個胚胎，各在一個子宮中。幼鯊會吃其他胚胎及未受精卵子，稱為子宮同類相食。牠們妊娠期約9至12個月。

## 外部連結
- 錐齒鯊的資料 （页面存档备份，存于）
- Fishbase （页面存档备份，存于）